# Scrophularia lepidota
Scrophularia lepidota är en flenörtsväxtart som beskrevs av Pierre Edmond Boissier. Scrophularia lepidota ingår i släktet flenörter, och familjen flenörtsväxter. Inga underarter finns listade i Catalogue of Life.